# 尺別信號場
尺別信號場（日语：／ Shakubetsu shingoujiyou */?）是一個位於北海道釧路市音別町尺別的北海道旅客鐵道（JR北海道）根室本線的信號場。電報略號為ヤク。
自1970年（昭和45年）雄別煤礦決定自願關閉，作為雄別煤礦尺別線起點車站的繁榮歷史亦為成為過去。現在已經成為秘境車站。
車站名稱源自阿伊努語的「sak-pet」（夏天的河流）或「sat-pet/sat-te-pet」（乾涸的河流）。

## 歷史
- 1920年（大正9年）
  - 1月22日 - 北日本礦業運煤軌道尺別歧線～尺別煤山間（軌距：762mm。後來的雄別煤礦尺別鐵路）開始營業。
  - 4月1日 - 以國有鐵道的貨物車站開始營業。
- 1930年（昭和5年）4月1日 - 開始旅客及行李處理服務。
- 1970年（昭和45年）4月16日 - 廢除雄別煤礦尺別鐵路。
- 1971年（昭和46年）10月2日 - 廢除貨物及行李處理。車站無人化。
- 1987年（昭和62年）4月1日 - 國鐵分割民營化後，由JR北海道繼承。
- 時間不詳 - 廢除車站簡易委託。
- 2000年（平成12年）7月14日 - 由於轉轍器的緣故導致發生五輛柴油動車組出軌意外。
- 2019年（平成31年）3月16日 - 因使用旅客過少而廢站[1]。

## 車站構造
- 尺別車站為2面2線、側式月台的地面車站。設置留置線，而兩面月台之間用跨線橋連接。
- 1號線為往帶廣、新得、瀧川方向，而2號線為往釧路方向。
- 為音別車站所管理的無人車站。

## 車站周邊
現在附近只有數間住宅，以前擁有數千人的市區已經不存在。而現在很多房屋已經崩塌，只餘下當時道路的痕跡。而在1966年（昭和41年）3月在車站前設置的簡易郵政局亦只有紀錄留下，痕跡亦已不存在。在電影「花水木」中出場的紗枝房子還保留在在車站前。

## 相鄰車站
北海道旅客鐵道（JR北海道）
■根室本線
厚內（K42）－（直別信號場）－（尺別信號場）－音別（K45）

## 外部連結
- （日語）尺別車站（JR北海道釧路分社）
- （日語）尺別車站
- （日語）全驛參觀之旅 （页面存档备份，存于）

1. ↑   (PDF). JR北海道. 2018-12-14  [2019-03-11]. （原始内容存档 (PDF)于2018-12-14）.